# Forrest Lamont

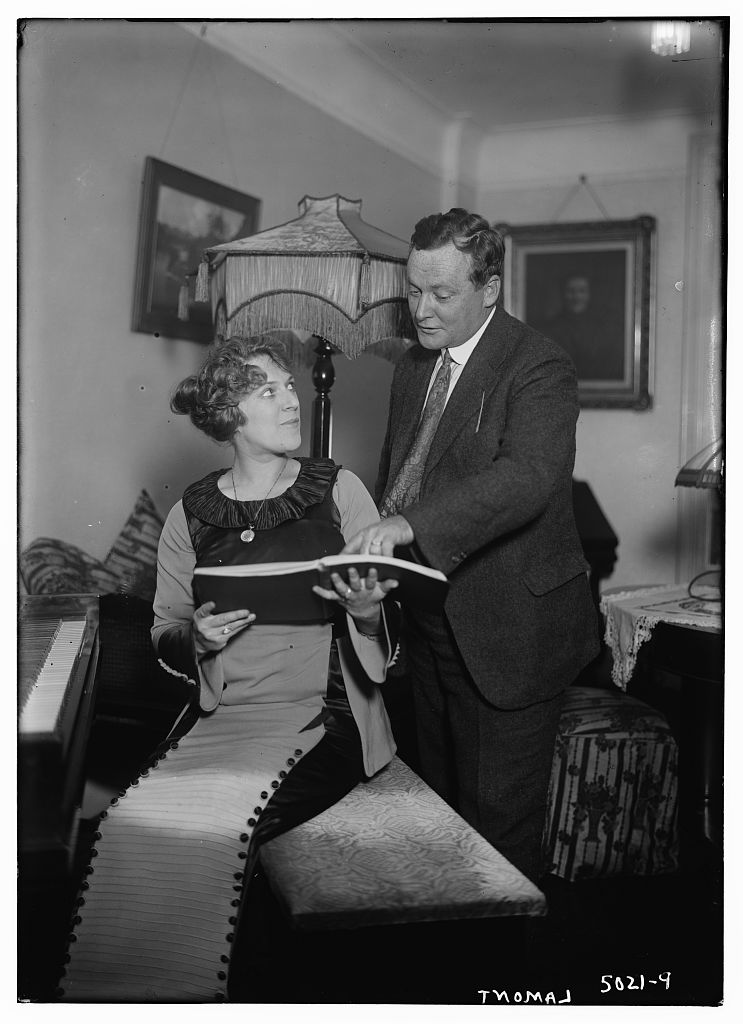
Forrest Lamont in 1919

Forrest Lamont (* 26. Januar 1881 in Athelone; † 17. Dezember 1937 in Chicago) war ein kanadischer Opernsänger (Tenor) und Gesangspädagoge.

## Leben
Lamont wuchs in Chicopee, Massachusetts, auf, wo er Musikunterricht hatte und in Kirchenchören sang. Er setzte seine Ausbildung in Frankreich, Italien und Deutschland fort und debütierte 1914 als Opernsänger am Teatro Adriano in Rom in Gaetano Donizettis Poluito. Im gleichen Jahr hatte er einen Gastauftritt in Moskau, danach Engagements in Italien, in Wien und Budapest.
1916 wurde er Mitglied von Cleofante Campaninis Chicago Civic Opera Company, der er bis 1930 angehörte. Hier hatte er die Gelegenheit, an Uraufführungen amerikanischer Opern wie Henry Kimball Hadleys Daughter of Montezuma (1917) und Arthur Nevins Daughter of the Forrest mitzuwirken. Er sang in William Franke Harlings Light From St. Agnes und Frank Pattersons The Echo und trat in New York an der Seite von Amelita Galli-Curci in Donizettis Linda di Chamounix auf.
Zum Repertoire Lamonts zählten zudem die Opern Wagners sowie italienische und französische Opern (u. a. der Rodolfo in La Bohème, Radames in Aida und Edgardo in Lucia di Lammermoor). Einer seiner größten Erfolge war sein Auftritt als Gennaro in Ermanno Wolf-Ferraris I gioielli della Madonna (1921) an der Seite von Giacomo Rimini und Rosa Raisa.
Neben Engagements in den USA (u. a. an der Cincinnati Civic Opera) unternahm Lamont internationale Konzertreisen u. a durch die Karibik und Südamerika. Nach seinem Rückzug von der Opernbühne wirkte er in Chicago als Gesangslehrer.